# KAGRA

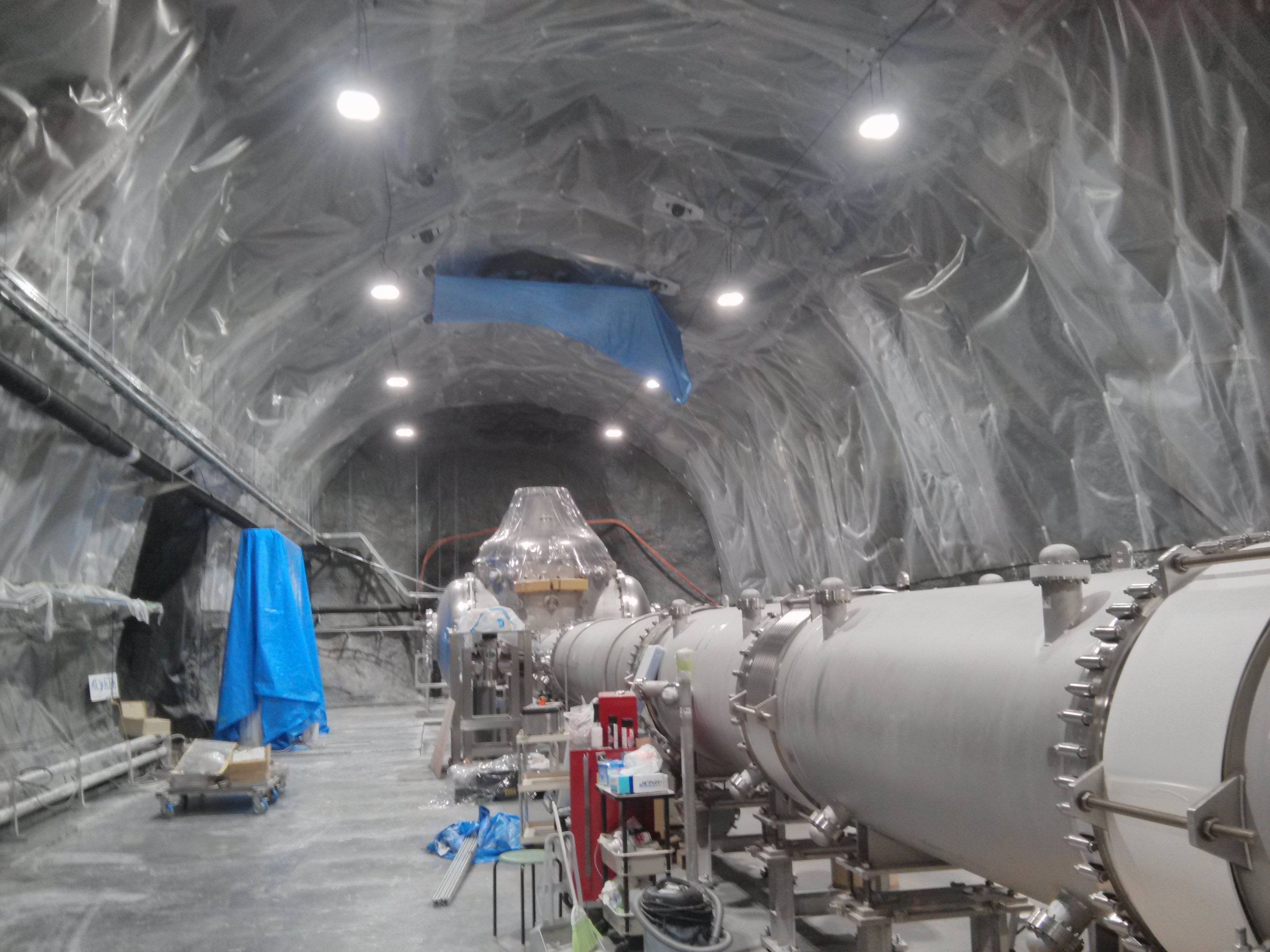
岐阜県山中で建設中のKAGRA

KAGRA（かぐら、英: Kamioka Gravitational wave detector, Large-scale Cryogenic Gravitational wave Telescope）、旧称LCGT (英: Large-scale Cryogenic Gravitational wave Telescope) は、日本の岐阜県飛騨市神岡町にある重力波望遠鏡である。神岡鉱山内の、スーパーカミオカンデやカムランド、XMASSと同じ地下に建設され、アメリカ合衆国のLIGOや欧州のVirgoと同じく基線長3kmのレーザー干渉計で重力波を検出する。地下に建設、鏡を冷却、サファイアを鏡に使用するという点がLIGOやVirgoとは異なる特徴である。名称は、神岡の「KA」と重力波 (Gravitational wave) の「GRA」を合わせたものである。
KAGRAプロジェクトは、2010年に文部科学省の「最先端研究基盤事業」に選定され、東京大学宇宙線研究所 (ICRR) 、高エネルギー加速器研究機構 (KEK) 、自然科学研究機構国立天文台 (NAOJ) が共同でホスト機関となり、富山大学など国内外の研究機関と協力して進められてきた。2019年秋の完成後、調整、試験運転を経て、2020年2月25日に観測を開始した。

## 概要

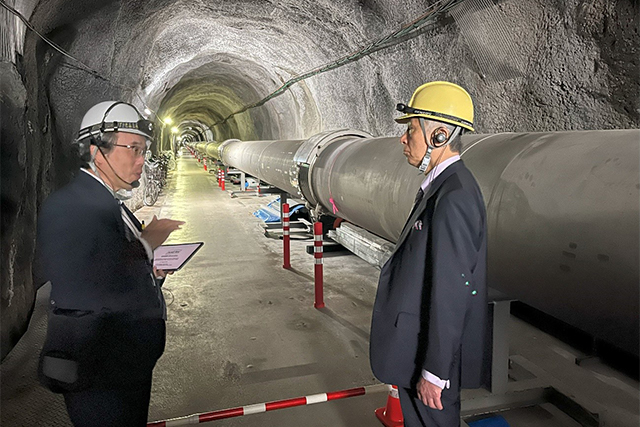
文部科学大臣（盛山正仁）による視察。2024年8月。

アルベルト・アインシュタインが提唱した重力波を観測で捉えようとする試みは、レーザー干渉計を用いる手法が主流となっている。日本では、1999年に基線長300mのTAMA300が稼動を始めたが、これは天の川銀河内で中性子星が衝突した場合に生じる重力波を捉える感度しか持っておらず、その確率は数十万年に1度程度と考えられている。そのため、東京大学宇宙線研究所の重力波グループが中心となって高い感度を持つ観測装置が構想された。
重力波による空間の伸び縮みを測定するレーザー干渉計では、ノイズを除く事が重要になる。新しい設備は、7億光年の範囲で起こる中性子星衝突を感知できるよう構想され、そのために地面振動の影響が少ない神岡鉱山が選ばれた。さらに高さ14mの振り子構造を持たせて外部振動の影響を減らした反射鏡を、熱による分子レベルの運動を極力除くために約-253℃まで冷却する装置を4つ連結させる2016年2月には、LIGOグループは、ブラックホール連星からの重力波を捉えることに初めて成功した、と発表した。しかし、レーザー干渉計による測定では、少なくとも3台以上の干渉計の同時観測がないと、どの位置から重力波が来たのかは特定できない。これら複数の設備が協調すれば、到達時間の差から重力波源天体の方向を割り出すことができる。

## プロジェクトの推移
KAGRAは、2010年6月に文部科学省の最先端研究基盤事業の一つに採択されて計画が開始された。2010年12月から愛称が公募され、2011年3月12日に愛称決定会議が開催される予定であったが、前日に起きた東日本大震災の影響により会議は6月に延期された。2011年6月に決定された愛称は、2012年1月28日に着工記念行事として公表された。
総延長7kmを超えるトンネルの掘削工事は2012年5月から始められ、2014年3月末に完了した。以後、機材や実験設備の搬入と組立が行われ、2019年4月にはほぼ全ての機材の搬入が完了した。完成前年の2018年8月21日にはサファイア製のレーザー反射鏡が4基全て完成し、報道陣に公開された。2019年10月4日、KAGRA坑内で完成式典が、富山市でKAGRAとLIGO、Virgoの研究協力協定調印式が行われた。
2020年2月25日、試運転を終え、正式に観測を開始したことが発表された。
2020年4月、GEO600との共同観測を行った。このときの感度（連星中性子星合体の観測可能距離）は0.66Mpcであった。
2020年10月、観測データの信頼性について一部週刊誌から疑問を呈された。
2023年5月、感度1MpcでLIGO（感度160Mpc）との共同観測運転を開始した。
2024年1月1日、能登半島地震の影響で鏡を吊るす懸架装置の一部に損傷を受け、部品の脱落等が確認されたため、共同観測運転への参加が遅延する見通しとなった。

## その他の重力波望遠鏡
- TAMA300（日本） - 国立天文台にあるレーザー干渉計。基線長は300メートル。
- CLIO（日本） - 東京大学宇宙線研究所等が共同して運営するレーザー干渉計重力波アンテナと地殻歪計。
- GEO600（イギリス、ドイツ） - ドイツのハノーファーにあるレーザー干渉計。基線長は600メートル。
- LIGO（カリフォルニア工科大学、マサチューセッツ工科大学） - アメリカ・ワシントン州ハンフォードとルイジアナ州リビングストン（英語版）に設置されたレーザー干渉計。基線長は4キロメートル。
- Virgo（フランス、イタリア） - イタリアのピサに設置されたレーザー干渉計。基線長は3キロメートル。
- eLISA (ESA) - LISAは "Laser Inferometer Space Antena" の略称であり、宇宙重力波望遠鏡（アンテナ）である。基線長は500万キロメートルを計画中。現在、ESAがホワイトペーパーを検討中。開発され2028年以降に宇宙へ打ち上げられ、人工惑星軌道へ投入され観測を開始する予定。
- DECIGO (日本) - DECIGOは "Deci-hertz Interferometer Gravitational wave Observatory" の略称である。0.1Hzから10Hz程度の重力波を観測できる宇宙重力波望遠鏡で、日本におけるKAGRAの次の将来計画となっている。